# G-Dragon által írt dalok listája

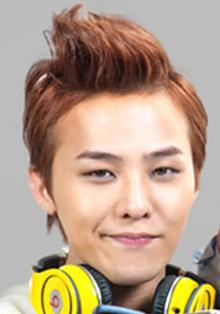
G-Dragon 2010-ben, 22 évesen

G-Dragon dél-koreai énekes és rapper dalszerző-szövegíróként is közreműködik, a Big Bang együttes több sikerdalának (például Haru haru, Last Farewell, Lies) is ő a szerzője. Tehetséges producernek tartják, a The Korea Times „zseniális dalszerzőnek” nevezte. 2008-ban az egyik legjobb koreai zeneszerzőnek is megválasztották. 2022 áprilisával bezárólag neve alatt összesen 174 dal szerepelt a dél-koreai szerzői jogvédelmi egyesületnél bejegyezve.

## Big Bang-albumok
| Év   | Lemez                    | Dal                                                                                            | Szövegíróként | Zeneszerzőként | Társszerzők                                                            | Megjegyzés                                                          |
| ---- | ------------------------ | ---------------------------------------------------------------------------------------------- | ------------- | -------------- | ---------------------------------------------------------------------- | ------------------------------------------------------------------- |
| 2006 | First Single             | Intro (Put Your Hands Up!)                                                                     | Igen          | Igen           | Brave Brothers (zene)                                                  |                                                                     |
| 2006 | First Single             | We Belong Together ft. Pak Pom                                                                 | Igen          | Igen           | T.O.P. (dalszöveg)                                                     |                                                                     |
| 2006 | First Single             | This Love                                                                                      | Igen          | Igen           |                                                                        | Maroon 5-feldolgozás                                                |
| 2006 | Second Single            | La La La                                                                                       | Igen          |                | Perry (zene) Big Bang (dalszöveg)                                      |                                                                     |
| 2006 | Second Single            | Ma Girl                                                                                        | Igen          |                | Israel Dwaine Cruz (zene)                                              |                                                                     |
| 2006 | Second Single            | V.I.P.                                                                                         | Igen          | Igen           | Kim Dohjong (zene) Big Bang (dalszöveg)                                |                                                                     |
| 2006 | Third Single             | Victory (Intro)                                                                                | Igen          | Igen           | Brave Brothers (zene)                                                  |                                                                     |
| 2006 | Third Single             | Big Bang                                                                                       | Igen          |                | Perry (zene)                                                           |                                                                     |
| 2006 | Third Single             | Forever With You ft. Pak Pom                                                                   | Igen          | Igen           | T.O.P. (dalszöveg)                                                     |                                                                     |
| 2006 | Third Single             | Goodbye Baby                                                                                   | Igen          |                | Taeyang, T.O.P (dalszöveg)                                             |                                                                     |
| 2006 | Since 2007               | Shake It                                                                                       | Igen          | Igen           | Brave Brothers (zene)                                                  |                                                                     |
| 2007 | Always                   | We Are Big Bang                                                                                | Igen          |                | Perry (zene) Big Bang (dalszöveg)                                      |                                                                     |
| 2007 | Always                   | Lies                                                                                           | Igen          | Igen           |                                                                        | Részlet                                                             |
| 2007 | Always                   | Oh Ma Baby                                                                                     | Igen          | Igen           |                                                                        |                                                                     |
| 2007 | Always                   | Always                                                                                         | Igen          |                | Teddy Park, Perry (zene, dalszöveg)                                    |                                                                     |
| 2007 | Hot Issue                | Hot Issue (Intro)                                                                              | Igen          | Igen           | Brave Brothers (zene)                                                  |                                                                     |
| 2007 | Hot Issue                | Fool                                                                                           | Igen          | Igen           |                                                                        |                                                                     |
| 2007 | Hot Issue                | But I Love U                                                                                   | Igen          | Igen           |                                                                        | a Redd Holt Unlimited Rhu című dalából sample felhasználásával      |
| 2007 | Hot Issue                | I Don't Understand                                                                             | Igen          |                | Cshö Philkang (zene)                                                   |                                                                     |
| 2007 | Hot Issue                | Crazy Dog                                                                                      | Igen          | Igen           | Perry, Brave Brothers (zene)                                           | Seo Taiji & Boys In My Fantasy című dalából sample felhasználásával |
| 2007 | Hot Issue                | Last Farewell                                                                                  | Igen          | Igen           | Brave Brothers (zene)                                                  |                                                                     |
| 2008 | For the World            | How Gee                                                                                        | Igen          | Igen           | Perry, Big Bang (zene, dalszöveg)                                      |                                                                     |
| 2008 | With U                   | Intro                                                                                          | Igen          | Igen           | Perry (zene, dalszöveg)                                                |                                                                     |
| 2008 | With U                   | With U                                                                                         | Igen          | Igen           | Perry (zene, dalszöveg)                                                |                                                                     |
| 2008 | Stand Up                 | Intro (Stand Up)                                                                               | Igen          | Igen           | KUSH, Teddy (zene) T.O.P. (dalszöveg)                                  |                                                                     |
| 2008 | Stand Up                 | Haru haru                                                                                      | Igen          | Igen           | Daishi Dance (zene)                                                    | Részlet                                                             |
| 2008 | Stand Up                 | Heaven                                                                                         | Igen          | Igen           | Daishi Dance (zene)                                                    |                                                                     |
| 2008 | Stand Up                 | Lady                                                                                           | Igen          | Igen           | Teddy (zene)                                                           |                                                                     |
| 2008 | Stand Up                 | Oh My Friend                                                                                   | Igen          | Igen           | No Brain (zene)                                                        |                                                                     |
| 2008 | Remember                 | Everybody Scream (Intro)                                                                       | Igen          | Igen           | KUSH (zene)                                                            |                                                                     |
| 2008 | Remember                 | Oh, Ah, Oh                                                                                     | Igen          | Igen           | Teddy (zene)                                                           |                                                                     |
| 2008 | Remember                 | Sunset Glow                                                                                    | Igen          | Igen           | I Jongun, Teddy (zene) I Jongun (dalszöveg)                            |                                                                     |
| 2008 | Remember                 | Twinkle Twinkle                                                                                | Igen          |                | KUSH (zene, dalszöveg) T.O.P. (rap)                                    |                                                                     |
| 2008 | Remember                 | Strong Baby                                                                                    | Igen          | Igen           | Pe Dzsinljul (zene, dalszöveg)                                         |                                                                     |
| 2008 | Remember                 | Wonderful                                                                                      | Igen          | Igen           | Brave Brothers (zene) T.O.P. (rap)                                     |                                                                     |
| 2008 | Remember                 | Foolish Love                                                                                   | Igen          |                | Cshö Kjuszong, KUSH (zene)                                             |                                                                     |
| 2009 | My Heaven                | Emotion                                                                                        | Igen          |                | Jimmy Thornfeldt, Mohombi, Perry Borja (zene) Komu (dalszöveg)         |                                                                     |
| 2009 | Gara Gara Go!            | Gara Gara Go!                                                                                  |               | Igen           | Jimmy Thornfeldt, Mohombi (zene) Shion, Ritchii, Big Ron (dalszöveg)   |                                                                     |
| 2009 | Big Bang                 | Intro                                                                                          |               | Igen           | Jimmy Thornfeldt                                                       | instrumentális                                                      |
| 2009 | Big Bang                 | Bringing You Love                                                                              | Igen          |                | Jimmy Thornfeldt (zene)                                                |                                                                     |
| 2009 | Big Bang                 | Love Club                                                                                      |               | Igen           | Jimmy Thornfeldt (zene)                                                |                                                                     |
| 2011 | Tonight                  | Intro (Thank You & You)                                                                        | Igen          | Igen           | Choice37 (zene)                                                        |                                                                     |
| 2011 | Tonight                  | Hands Up                                                                                       | Igen          | Igen           | e.knock (zene)                                                         |                                                                     |
| 2011 | Tonight                  | Tonight                                                                                        | Igen          | Igen           | e.knock (zene) T.O.P. (rap)                                            |                                                                     |
| 2011 | Tonight                  | Somebody to Love                                                                               | Igen          | Igen           | Ham Szungcshon, Kang Okcsin (zene)                                     |                                                                     |
| 2011 | Tonight                  | What is Right                                                                                  | Igen          | Igen           | D.J Murf, PEEJAY (zene) T.O.P. (rap)                                   |                                                                     |
| 2011 | Tonight                  | Cafe                                                                                           | Igen          | Igen           | D.J Murf, PEEJAY (zene) T.O.P. (rap)                                   |                                                                     |
| 2011 | Big Bang Special Edition | Love Song                                                                                      | Igen          | Igen           | T.O.P. (rap)                                                           |                                                                     |
| 2011 | Big Bang Special Edition | Stupid Liar                                                                                    | Igen          | Igen           | T.O.P. (rap)                                                           |                                                                     |
| 2012 | Alive                    | Intro (Alive)                                                                                  | Igen          | Igen           | Teddy (zene, dalszöveg) Dee.P (zene)                                   |                                                                     |
| 2012 | Alive                    | Blue                                                                                           | Igen          | Igen           | Teddy (zene, dalszöveg) T.O.P. (rap)                                   | Részlet                                                             |
| 2012 | Alive                    | 사랑먼지 Szarang mondzsi (Love Dust)                                                           | Igen          | Igen           | Teddy (zene, dalszöveg) T.O.P. (rap)                                   |                                                                     |
| 2012 | Alive                    | Bad Boy                                                                                        | Igen          | Igen           | Choice37 (zene) T.O.P. (rap)                                           |                                                                     |
| 2012 | Alive                    | 재미없어 Csemi opszo (Not Fun)                                                                 | Igen          | Igen           | DJ Murf, Peejay (zene) T.O.P. (rap)                                    |                                                                     |
| 2012 | Alive                    | Fantastic Baby                                                                                 | Igen          | Igen           | Teddy (zene) T.O.P. (rap)                                              | Részlet                                                             |
| 2012 | Alive                    | 날개 Nalke (Wings)                                                                             | Igen          | Igen           | Cshö Philkang (zene) Daesung (dalszöveg)                               |                                                                     |
| 2012 | Alive (japán kiadás)     | Ego                                                                                            | Igen          | Igen           | Ham Szungcshon, Kang Okcsin (zene) Sunny Boy (dalszöveg)               |                                                                     |
| 2012 | Alive (japán kiadás)     | Feeling                                                                                        | Igen          | Igen           | Boys Noize (zene)                                                      |                                                                     |
| 2012 | Still Alive              | Still Alive                                                                                    | Igen          | Igen           | Teddy (zene, dalszöveg) T.O.P (dalszöveg) Dee.P (zene)                 |                                                                     |
| 2012 | Still Alive              | Monster                                                                                        | Igen          | Igen           | Chö Philkang (zene)                                                    |                                                                     |
| 2012 | Still Alive              | Bingle Bingle                                                                                  | Igen          | Igen           | Teddy, Szo Vondzsin (zene)                                             |                                                                     |
| 2015 | MADE                     |                                                                                                |               |                |                                                                        |                                                                     |
| 2015 | MADE                     | Loser                                                                                          | Igen          |                | Teddy, T.O.P (dalszöveg) Teddy, Taeyang (zene)                         |                                                                     |
| 2015 | MADE                     | Bae Bae                                                                                        | Igen          | Igen           | Teddy, T.O.P (dalszöveg és zene)                                       |                                                                     |
| 2015 | MADE                     | Bang Bang Bang                                                                                 | Igen          | Igen           | Teddy, T.O.P (dalszöveg) Teddy (zene)                                  |                                                                     |
| 2015 | MADE                     | We Like 2 Party                                                                                | Igen          | Igen           | Teddy, Kush, T.O.P. (dalszöveg) Teddy, Kush, Szo Vondzsin (Seo Wonjin) |                                                                     |
| 2015 | MADE                     | If You                                                                                         | Igen          | Igen           | P.K., Dee.P (zene)                                                     |                                                                     |
| 2015 | MADE                     | Sober (맨정신, Mendzsongsin (Maenjeongsin)                                                     | Igen          | Igen           | Teddy, T.O.P (dalszöveg) Teddy, Choice37 (zene)                        |                                                                     |
| 2015 | MADE                     | Zutter (쩔어, Cssoro (Jjeoreo)                                                                 | Igen          | Igen           | Teddy, T.O.P                                                           | GD & TOP szóló                                                      |
| 2015 | MADE                     | Let’s Not Fall In Love (우리 사랑하지 말아요, Uri szaranghadzsi marajo (Uri saranghaji marayo) | Igen          | Igen           | Teddy                                                                  |                                                                     |
| 2018 | N/A                      | Flower Road                                                                                    | Igen          | Igen           | T.O.P (dalszöveg), The Fliptones (zene)                                | digitális kislemez                                                  |
| 2022 | N/A                      | Still Life                                                                                     | Igen          | Igen           | T.O.P (dalszöveg, zene)                                                | digitális kislemez                                                  |

## Szólóalbumok
| Év   | Lemez         | Dal                                                                        | Szövegíróként | Zeneszerzőként | Társszerzők                                                                                                 | Megjegyzés                                  |
| ---- | ------------- | -------------------------------------------------------------------------- | ------------- | -------------- | --- | ------------------------------------------- |
| 2009 | Heartbreaker  | A Boy (소년이여, Szonjonijo)                                               | Igen          | Igen           | Choice37 (zene)                                                                                             |                                             |
| 2009 | Heartbreaker  | Heartbreaker                                                               | Igen          | Igen           | Jimmy Thornfelt (zene)                                                                                      | Részlet                                     |
| 2009 | Heartbreaker  | Breathe                                                                    | Igen          | Igen           | Jimmy Thornfelt (zene)                                                                                      |                                             |
| 2009 | Heartbreaker  | Butterlfy (feat. Jin Jung)                                                 | Igen          | Igen           | Choice37 (zene)                                                                                             |                                             |
| 2009 | Heartbreaker  | Hello (feat. Sandara)                                                      | Igen          | Igen           | KUSH (zene)                                                                                                 |                                             |
| 2009 | Heartbreaker  | Gossip Man (feat. Kim Gonmo)                                               | Igen          | Igen           | Teddy (zene)                                                                                                |                                             |
| 2009 | Heartbreaker  | Korean Dream (feat. Taeyang)                                               | Igen          | Igen           | Jimmy Thornfelt (zene)                                                                                      |                                             |
| 2009 | Heartbreaker  | The Leaders (feat. Teddy és CL)                                            | Igen          |                | Teddy (zene, dalszöveg) CL (dalszöveg)                                                                      |                                             |
| 2009 | Heartbreaker  | She's Gone (feat. KUSH)                                                    | Igen          | Igen           | KUSH (zene)                                                                                                 | Részlet                                     |
| 2009 | Heartbreaker  | 1 Year Station (1년 정거장, Ilnjon csonggodzsang)                          | Igen          | Igen           | KUSH (zene)                                                                                                 |                                             |
| 2010 | GD & TOP      | Intro                                                                      | Igen          | Igen           | T.O.P. (zene, dalszöveg) e.knock (zene)                                                                     |                                             |
| 2010 | GD & TOP      | High High                                                                  | Igen          | Igen           | Teddy (zene, dalszöveg) T.O.P. (dalszöveg)                                                                  | Részlet                                     |
| 2010 | GD & TOP      | Oh Yeah (ft. Pak Pom)                                                      | Igen          | Igen           | T.O.P. (dalszöveg) Teddy (zene, dalszöveg) Sunwoo Jungah (zene)                                             |                                             |
| 2010 | GD & TOP      | 집에 가지마 Csibe kadzsima (Don't Leave)                                   | Igen          | Igen           | T.O.P. (dalszöveg) Teddy, e.knock (zene)                                                                    |                                             |
| 2010 | GD & TOP      | Baby Goodnight                                                             | Igen          | Igen           | T.O.P. (zene, dalszöveg) e.knock, 1 ON (zene)                                                               |                                             |
| 2010 | GD & TOP      | 뻑이가요 Ppogigajo (Knock Out)                                             | Igen          | Igen           | T.O.P. (zene, dalszöveg) Diplo (zene)                                                                       |                                             |
| 2010 | GD & TOP      | 악몽 Akmong (Obsession)                                                    | Igen          | Igen           | e.knock (zene)                                                                                              |                                             |
| 2010 | GD & TOP      | 어쩌란 말이냐? Occsoran marinja? (What Do You Want?)                       | Igen          | Igen           | e.knock (zene)                                                                                              |                                             |
| 2012 | One of a Kind | One of a Kind                                                              | Igen          | Igen           | Choice37 (zene)                                                                                             | csak videóklip formájában                   |
| 2012 | One of a Kind | That XX                                                                    | Igen          | Igen           | Teddy (zene és szöveg)                                                                                      | „19 éven felülieknek ajánlott” besorolással |
| 2012 | One of a Kind | Crayon (크레용 Khurejong)                                                  | Igen          | Igen           | Teddy (zene és szöveg)                                                                                      |                                             |
| 2012 | One of a Kind | 결국 Kjolkuk                                                               | Igen          | Igen           | 함승천 Ham Szungcshon, 강욱진 Kang Ukcsin (zene)                                                            |                                             |
| 2012 | One of a Kind | Missing You                                                                | Igen          | Igen           | Teddy (dalszöveg) 최필강 Cshö Philkang (zene)                                                               |                                             |
| 2012 | One of a Kind | Today                                                                      | Igen          | Igen           | Choice37 (zene)                                                                                             |                                             |
| 2012 | One of a Kind | 불 불 여봐라 Pul pul jobvara                                               | Igen          | Igen           | Teddy (zene) Tablo, Dok2 (zene és dalszöveg)                                                                |                                             |
| 2013 | Coup D'Etat   | Coup D'Etat (쿠데타; Khudetha)                                             | Igen          | Igen           | Diplo, Baauer (zene)                                                                                        |                                             |
| 2013 | Coup D'Etat   | Nilliria (feat. Missy Elliott) (닐리리야)                                  | Igen          | Igen           | Missy Elliott (dalszöveg, zene) Teddy (zene)                                                                |                                             |
| 2013 | Coup D'Etat   | R.O.D. (feat. Lydia Paek)                                                  | Igen          |                | Teddy (zene, dalszöveg) Choice37 (dalszöveg)                                                                |                                             |
| 2013 | Coup D'Etat   | Black (feat. Jennie Kim)                                                   | Igen          | Igen           | Teddy (dalszöveg) Choice37 (zene)                                                                           |                                             |
| 2013 | Coup D'Etat   | Who You? (니가 뭔데; Niga mvonde)                                          | Igen          | Igen           | Kush (zene)                                                                                                 |                                             |
| 2013 | Coup D'Etat   | Shake The World (세상을 흔들어; szeszangul hunduro)                        | Igen          | Igen           | Choice37 (zene)                                                                                             |                                             |
| 2013 | Coup D'Etat   | Go (미치 Go; Micshi Go)                                                    | Igen          |                | Ham Szungdzson, Kang Ukcsin (zene)                                                                          |                                             |
| 2013 | Coup D'Etat   | Crooked (삐딱 하게; Ppittak hage)                                          | Igen          | Igen           | Teddy (dalszöveg, zene)                                                                                     |                                             |
| 2013 | Coup D'Etat   | Nilliria (G-Dragon version) (닐리리야)                                     | Igen          | Igen           | Teddy (dalsöveg, zene) Missy Elliott (zene)                                                                 |                                             |
| 2013 | Coup D'Etat   | Runaway                                                                    | Igen          | Igen           | Dee.P (zene)                                                                                                |                                             |
| 2013 | Coup D'Etat   | 너무 좋아 (I Love It) (feat. Zion.T és Boys Noize) (너무 좋아; Nomu csoha) | Igen          | Igen           | Boys Noize (zene)                                                                                           |                                             |
| 2013 | Coup D'Etat   | You Do (Outro)                                                             | Igen          | Igen           | Choice37 (zene)                                                                                             |                                             |
| 2013 | Coup D'Etat   | Window                                                                     | Igen          | Igen           | Teddy (dalszöveg) Choice37 (zene)                                                                           |                                             |
| 2013 | Coup D'Etat   | Black (featuring Sky Ferreira)                                             |               | Igen           | Teddy (dalszöveg, zene)                                                                                     |                                             |
| 2017 | Kvon Dzsijong | Intro. Kvon Dzsijong (Kwon Jiyong) (Middle Fingers-Up)'                    | Igen          | Igen           | 24, Kush (zene)                                                                                             |                                             |
| 2017 | Kvon Dzsijong | Act I. Keszori (Gaesori) (Bullshit)                                        | Igen          | Igen           | Teddy, Future Bounce, Choice37, Cawlr (zene)                                                                |                                             |
| 2017 | Kvon Dzsijong | Act II. Superstar                                                          | Igen          | Igen           | Teddy, Joe Rhee (dalszöveg); Teddy, Joe Rhee, 24, Choice37, Future Bounce, Szo Vondzsin (Seo Wonjin) (zene) |                                             |
| 2017 | Kvon Dzsijong | Act III. Mudzse (Muje) (Untitled)                                          | Igen          | Igen           | Choice37 (zene)                                                                                             |                                             |
| 2017 | Kvon Dzsijong | Outro. Singok (Divina Commedia)                                            | Igen          | Igen           | 8!, Brian Lee, Safe, Frank Dukes (dalszöveg, zene)                                                          |                                             |

## Egyéb
| Év   | Lemez                                                  | Dal                                    | Szövegíróként | Zeneszerzőként | Társszerzők                                                                                                  | Megjegyzés                                        |
| ---- | ------------------------------------------------------ | -------------------------------------- | ------------- | -------------- | --- | ------------------------------------------------- |
| 2008 | Look At Me, Gwisun                                     | Look At Me, Gwisun                     | Igen          | Igen           | KUSH (zene)                                                                                                  | Daesung digitális szóló kislemeze                 |
| 2008 | FILA Limited Edition with BIGBANG                      | Stylish (The FILA)                     |               | Igen           | Perry (dalszöveg)                                                                                            | digitális kislemez a FILA-szponzorszerződéshez    |
| 2008 | Hot                                                    | Intro                                  | Igen          | Igen           | Brave Brothers (zene)                                                                                        | Taeyang szólóalbuma                               |
| 2008 | Hot                                                    | Baby, I'm Sorry                        | Igen          |                | Cson Szungu (zene)                                                                                           | Taeyang szólóalbuma                               |
| 2009 | 대박이야! (Tebagija)                                   | 대박이야 ! (A Big Hit !)               | Igen          | Igen           | | Daesung digitális szóló kislemeze                 |
| 2009 | Iris (Part 3)                                          | 할렐루야 (Halrelruja)                  | Igen          | Igen           | Teddy, Kush (zene)                                                                                           | televíziós sorozat betétdala                      |
| 2010 | Lollipop Pt. 2                                         | Lollipop Pt. 2                         | Igen          |                | Teddy (zene, dalszöveg) T.O.P. (dalszöveg)                                                                   | digitális LG-promóciós kislemez                   |
| 2010 | Solar                                                  | After You Fall Asleep                  | Igen          | Igen           | Swings (dalszöveg) Choice37 (zene)                                                                           | Taeyang szólóalbuma                               |
| 2011 | Infinite Challenge (West Coast Highway Music Festival) | I Cheated ft. Pak Mjongszu és Pak Pom  | Igen          | Igen           | | televíziós vetélkedőre készült                    |
| 2011 | VVIP                                                   | 창문을 열어 Cshangmunul joro           | Igen          |                | Chö Philkang (dalszöveg, zene)                                                                               | Seungri szólóalbuma                               |
| 2011 |                                                        | The North Face Song                    | Igen          | Igen           | Kush | The North Face Korea promóciós dal                |
| 2012 | PSY: 싸이6甲 part1                                     | 청개구리 Cshonggeguri (Tree frog)      | Igen          |                | Psy (dalszöveg) Ju Gonhjong, Psy (zene)                                                                      |                                                   |
| 2013 | Rise                                                   | Ringa Linga                            | Igen          | Igen           | zene: Shockbit Szöveg: 토끼 Thokki                                                                           | Taeyang szólólemeze                               |
| 2013 |                                                        | 해볼라고 Hebollago                     | Igen          | Igen           | zene: Choice37, Teddy szöveg: 형용돈 Hjong Jongdon                                                           | Az Infinite Challenge műsor keretén belül írt dal |
| 2013 | Seungri: Let's Talk About Love                         | Let's Talk About Love                  | Igen          | Igen           | zene: Ham Szungcshun (Ham Seung-chun), Seungri, Taeyang, Kang Ukcsin (Kang Uk-jin), szöveg: Seungri, Taeyang |                                                   |
| 2014 | 2NE1: Crush                                            | Good to You                            | Igen          |                | zene: Teddy, Choice 37, szöveg: Teddy                                                                        |                                                   |
| 2014 |                                                        | Good Boy                               | Igen          | Igen           | zene: Fliptones, Freedo                                                                                      | YG Hip Hop Project 1                              |
| 2015 |                                                        | Mapszosza (맙소사, Mabsosa)            | Igen          | Igen           | Teddy Park                                                                                                   | Infinity Challenge Song Festival                  |
| 2015 | Welcome Back                                           | I Miss You So Bad                      | Igen          | Igen           | szöveg: B.I, Bobby zene: Dee. P                                                                              | Az iKON debütáló albuma                           |
| 2017 | OO                                                     | Complex feat. G-Dragon                 | Igen          |                | szöveg: Zion.T, DJ Dopsh zene: Zion.T, Peejay, SLOM                                                          |                                                   |
| 2017 | Palette                                                | 팔레트 (Palette) feat. G-Dragon        | Igen          |                | zene és szöveg: IU                                                                                           |                                                   |
| 2017 | 4X2=8                                                  | 팩트폭행 (Fact Assault) feat. G-Dragon | Igen          |                | szöveg: Psy zene: Psy, Ju Gun-hjong (Yoo Gun-hyung)                                                          |                                                   |